# Dywity (gromada)
Dywity – dawna gromada, czyli najmniejsza jednostka podziału terytorialnego Polskiej Rzeczypospolitej Ludowej w latach 1954–1972.
Gromady, z gromadzkimi radami narodowymi (GRN) jako organami władzy najniższego stopnia na wsi, funkcjonowały od reformy reorganizującej administrację wiejską przeprowadzonej jesienią 1954 do momentu ich zniesienia z dniem 1 stycznia 1973, tym samym wypierając organizację gminną w latach 1954–1972.
Gromadę Dywity z siedzibą GRN w Dywitach utworzono – jako jedną z 8759 gromad na obszarze Polski – w powiecie olsztyńskim w woj. olsztyńskim na mocy uchwały nr 21 WRN w Olsztynie z dnia 4 października 1954. W skład jednostki weszły obszary dotychczasowych gromad Dywity, Brąswałd, Ługwałd, Różnowo i Redykajny ze zniesionej gminy Dywity w tymże powiecie. Dla gromady ustalono 17 członków gromadzkiej rady narodowej.
1 stycznia 1960 do gromady Dywity włączono obszar zniesionej gromady Zalbki w tymże powiecie.
31 grudnia 1961 do gromady Dywity włączono wsie Różgity, Sętal i Spręcowo oraz osadę Pistki ze zniesionej gromady Sętal w tymże powiecie.
1 stycznia 1966 z gromady Dywity wyłączono części obszarów wsi Dywity, Wadąg, Kieźliny i Zalbki oraz część obszaru PGR-u Track, włączając je do miasta Olsztyna (na prawach powiatu).
31 grudnia 1967 z gromady Dywity wyłączono część obszaru wsi Klebark Mały (8 ha), włączając ją do gromady Klebark Wielki w tymże powiecie; do gromady Dywity włączono natomiast część obszaru wsi Nikielkowo (24 ha) z gromady Klebark Wielki w tymże powiecie.
1 stycznia 1969 do gromady Dywity włączono obszar o powierzchni 6 ha położony pomiędzy wsiami Cerkiewnik i Spręcowo z gromady Barcikowo w powiecie lidzbarskim w tymże województwie.
Gromada przetrwała do końca 1972 roku, czyli do kolejnej reformy gminnej. 1 stycznia 1973 w powiecie olsztyńskim reaktywowano gminę Dywity.